# Wietrznik (wzgórze)
Wietrznik (324 m) – wzgórze wznoszące się od północno-zachodniej strony nad Łączkami Kobylańskimi. Stanowi orograficznie prawe zbocza wylotu Doliny Będkowskiej. Jego północno-wschodnie stoki opadają do wąwozu będącego bocznym odgałęzieniem tej doliny. Wietrznik jest w większości porośnięty lasem, ale na jego południowych i zachodnich zboczach są spore obszary pól uprawnych. Na szczycie znajduje się znak geodezyjny. W Dolinie Będkowskiej, w dolnej części południowo-wschodnich zboczy Wietrznika, tuż nad domami Łączek Kobylańskich wznosi się skała Wietrznik. Na wzgórzu znajdują się trzy obiekty jaskiniowe: Górny Okap w Wietrzniku, Schron w Małym Wietrzniku, Szczelina w Wietrzniku.
Wietrznik znajduje się na Wyżynie Olkuskiej będącej częścią Wyżyny Krakowsko-Częstochowskiej.